# Muijebos
Het Muijebos of Dorpsbos Sint Maartensdijk is een aangeplant bos dat gelegen is ten zuiden van Sint Maartensdijk op het Zeeuwse eiland Tholen.
Het bos ligt in de nabijheid van de Oosterschelde en vormt een buffer tussen de recreatieve voorzieningen, zoals campings, ten zuiden van Sint Maartensdijk. In het bos komen herten voor.
Het bos heeft een natuureducatieve en recreatieve functie.